# Andonville
Andonville település Franciaországban, Loiret megyében. Lakosainak száma 252 fő (2022. január 1.). Andonville Monnerville, Autruy-sur-Juine, Boisseaux, Erceville, Angerville és Neuville Saint Denis községekkel határos.

## Népesség
A település népességének változása:
| Lakosok száma | 194  | 157  | 175  | 202  | 210  | 223  | 246  | 258  | 262  | 252  |
|               | 1968 | 1982 | 1990 | 2006 | 2013 | 2015 | 2017 | 2019 | 2020 | 2022 |